# Zersenay Tadese
Zersenay Tadese, (Adi Bana, 8. veljače 1982.), eritrejski je atletičar koji se natječe u dugoprugaškim disciplinama.
Tadese je učestvovao na SP 2003. u Parizu gdje je završio na osmom mjestu u utrci na 5 000 metara. Na OI 2002. u Ateni osvojio je broncu na 10 000 metara a u utrci na 5 000 metara završava na 7. mjestu.
Na SP 2005. u Helsinkiju bio je šesti na 10 000 metara. 
2007. bio je četvrti na 10 000 metara na SP u Osaki, gdje osvaja zlato u disciplini polumaraton kao i zlato u disciplini kros. 
2008. je obranio zlato u polumaratonu a učestvuje i na OI u Pekingu gdje je bio peti na 10 000 metara.
Na SP 2009. u Berlinu osvaja srebro iza Kenenisa Bekelea u utrci gdje je Tadese vodio cijelu utrku u jakom tempu. Na kraju je samo Bekele mogao pratiti taj tempo i u zadnjem krugu prestigao je Tadesea.
2010. obara svjetski rekord u disciplini polumaratona s vremenom 58.23, u Lisabonu.

## Osobni rekordi
- 5 000 metara - 12.59,27
- 10 000 metara - 26.37,25
- Polumaraton - 58.23